# Adnan Taess Akkar
Adnan Taess Akkar al-Mntfage, né le 24 mars 1980 à Kut, Irak, est un athlète irakien, spécialiste du 800 mètres.

## Biographie
Son record est de 1 min 45 s 88, obtenu à Canton, pour remporter la médaille d'argent lors des Championnats d'Asie d'athlétisme 2010.
Son nom figurait comme Adnan Al-Mntfage dans les championnats asiatiques et Adnan Agar en Suède.
À Incheon, en 2014, il remporte la médaille de bronze du 1 500 m des Jeux asiatiques en 3 min 42 s 90, derrière Mohamad al-Garni et Rachid Ramzi. Puis sur 800 m, alors qu'il ne franchit qu'au 4e rang la ligne d'arrivée, il remporte finalement le titre après la disqualification des trois premiers arrivés.
Le 8 juillet 2017, il termine 4e du 1 500 m lors des Championnats d'Asie 2017 à Bhubaneswar.

## Palmarès
| Date | Compétition                  | Lieu     | Résultat | Épreuve | Temps         |
| ---- | ---------------------------- | -------- | -------- | ------- | ------------- |
| 2005 | Championnats d'Asie          | Incheon  | 2e       | 1 500 m | 3 min 44 s 57 |
| 2009 | Championnats d'Asie          | Canton   | 3e       | 800 m   | 1 min 49 s 00 |
| 2009 | Jeux asiatiques en salle     | Hanoï    | 3e       | 800 m   | 1 min 49 s 59 |
| 2010 | Jeux asiatiques              | Canton   | 2e       | 800 m   | 1 min 45 s 88 |
| 2011 | Jeux panarabes               | Doha     | 3e       | 800 m   | 1 min 47 s 18 |
| 2012 | Championnats d'Asie en salle | Hangzhou | 2e       | 800 m   | 1 min 49 s 42 |
| 2014 | Jeux asiatiques              | Incheon  | 1er      | 800 m   | 1 min 47 s 48 |
| 2014 | Jeux asiatiques              | Incheon  | 3e       | 1 500 m | 3 min 42 s 90 |
| 2017 | Jeux asiatiques en salle     | Achgabat | 3e       | 1 500 m | 3 min 50 s 98 |
| 2018 | Jeux asiatiques              | Jakarta  | 7e       | 1 500 m | 3 min 49 s 02 |

## Records
| Épreuve      | Épreuve      | Performance   | Lieu      | Date             |
| ------------ | ------------ | ------------- | --------- | ---------------- |
| 800 mètres   | En plein air | 1 min 45 s 88 | Canton    | 25 novembre 2010 |
| 800 mètres   | En salle     | 1 min 49 s 42 | Hangzhou  | 19 février 2012  |
| 1 500 mètres | En plein air | 3 min 44 s 57 | Incheon   | 2 septembre 2005 |
| 1 500 mètres | En salle     | 3 min 44 s 38 | Stockholm | 18 février 2009  |